# ミリタリーミニチュアシリーズ
ミリタリーミニチュアシリーズは、タミヤが1968年から継続して製作販売しているAFV（装甲戦闘車輌）・フィギュアを中心としたプラモデルのシリーズ。同シリーズの充実により、1/35が世界的に戦車模型の標準的スケールのひとつとなった。さらに2003年からは一回り小さい1/48にも製品の範囲を広げた。MMと略される事がある。

## 1/35 ミリタリーミニチュアシリーズ
「1/35ミリタリーミニチュアシリーズ」（以下MMシリーズと略）は当初、「1/35戦車シリーズ」（走行可能なモーターライズキット）のアクセサリー的な物としてスタートした。シリーズNo.1の「ドイツ戦車兵セット」は1968年9月に発売され、以降No.3の「シュビムワーゲン」がソフトスキン（非装甲車両）として初めてシリーズに加わった。No.9の「ドイツII号戦車」では、モーターライズ機構を除いて代わりに歩兵フィギュアを追加し、それまでの動かして楽しむという戦車模型の概念に一石を投じ、ディスプレイという新たな楽しみ方を示した。その後も同様にモーターライズ機構を廃したりフィギュアをセットする他、最初からディスプレイ専用に設計された車輌、大砲のキットも次々と加わり、シリーズを固めていった。
1972年にはシリーズNo.17「88ミリ砲Flak36/37」を発売し、精密感、ボリュームと組み易さで他社のミリタリーモデルとは一線を画す様になった。以後も続々と新製品が発売されるが、ベトナム戦争が終結し、ミリタリーモデルを楽しんでいた中心世代が進学・就職・結婚など人生の転機を迎える'80年代にさしかかり、またスーパーカーブームやアニメブーム等におされ、シリーズの展開は次第に鈍化していき「ミリタリー冬の時代」と呼ばれる時期に入った。
やがて、市場調査を兼ねた限定生産品などを発売し、ミリタリーモデルの需要が見込まれると判断したタミヤは、1989年12月、No.146「タイガーI後期生産型」を発売した。このキットは、それまでのMMシリーズの戦車キットの多くがモーターライズキットと兼ねるという制約から、スケールや精密感が一部スポイルされていたのに対し、実車に対し忠実かつ精密かつ組み立て易く設計されていた。履帯も、それまでモーターライズ兼用のポリプロピレン製の物だったのが、本作で初めてプラスチック製の組立式が採用された。ただし、組立式履帯は初心者向きではなかったため、後の新パンサー、新キングタイガーではこれを別売りにしている。また従来のベルト式も、その後の新製品では材質が変更され接着や塗装が可能になっている。ただし、この新素材は従来品より劣化が激しく、数年でクッキー菓子の様にボロボロに割れるという現象が確認されている（2007年以降発売されたヘッツァー駆逐戦車やJS-2（IS-2）重戦車などではベルト式と部分連結式の双方が同梱されている）。
タイガーI以降のシリーズは「新MMシリーズ」等とも呼ばれ、それまで諸般の事情で模型製作から遠ざかっていた人が再び模型製作を再開する、いわゆる「出戻りモデラー」を生み出す一助になった。現在では、精密感や組易さを改善したドラゴンの製品や、AFVクラブ、トランペッター等の中国や台湾を拠点とするメーカーとの競合が激しくなっている。
近年は、アベールなど他社製オプションパーツ（エッチングパーツや金属製キャタピラなど）を同梱したパッケージや、フィリピン工場で製作された塗装済み完成品も発売されている。またフィギュアも従来の手作業による原型制作から、本物の人間を3Dスキャンしたデジタル原型に移行し、より精密かつ写実的な物になっている。
かつての1/35戦車シリーズの中には、電動モーターによる走行を前提として設計していたため、電池やギアボックスの収納の関係で実際は1/32相当のもの（M4A3E8やM36、M10等）も含まれており、これらは一部を除いてMMシリーズには加えられていない。

## 1/48 ミリタリーミニチュアシリーズ
海洋堂のワールドタンクミュージアムやレベル・ドラゴンの1/72モデルの登場で1/35未満の「ミニスケール」の人気が高まる中、タミヤが新たにスタートしたのが1/48MMシリーズである。シリーズNo.1の「Pkw.K1 キューベルワーゲン82型」は2003年10月に発売された。
当初はケッテンクラートやキューベルワーゲンといった小型車輌からスタートし、同スケールの航空機モデルとの組み合わせが想定されており、名称は当初「1/48ミリタリーミニチュアビークル (MMV)」だった。
シリーズ4作目に「タイガーI初期型」が発売され、その後も大戦物アイテムをリリースし続けており、更にフィギュアセットや情景用アクセサリも発売されるなど一大シリーズを形成しつつある。またサードパーティー製のエッチングパーツ等のオプション商品も充実しつつある。
シリーズの特徴として、一部の車輌にはダイキャスト製シャーシを、また装軌車両ではプラスチック製組立式キャタピラを採用している。ダイキャスト製パーツは1/35でも一部導入されており（軽装甲機動車のシャーシやルクレールの転輪など）、タミヤ側は「手にした時の重量感の演出」をアピールしているが、接着に瞬間接着剤が必要な事や加工の難しい事などの問題点がある。特に加工性については、サスペンションアームも一体成形されているために不整地ベースへの接地加工がほとんど不可能であり（塗装に関してはあらかじめサーフェイサー処理がなされているので問題無い）、こうした批判から後にプラスチック製車体にダイキャスト製ウェイトを仕込む方式に改められている。一方で組立式キャタピラは直線部分を一体化するなど組み立て易さに配慮されている。
ちなみに、タミヤは1970年代にも当時の新型戦車を採り上げた1/48戦車シリーズを発売しているが、こちらはシングルモーターライズ（直進のみ）のトイ的な性格の強い物であった。後にギアボックスが金属製からミニ四駆の技術を応用したABS樹脂製となり、シャーシが各車共通となったリモコン版が発売され、現在は一部の車輌が完成品として発売されている。
タミヤがこの1/48MMシリーズの開発に注力、シフトしている事については、以下のような理由が挙げられている。
- 既に1/35では内容・価格などにおいて海外メーカー（特にドラゴンなどの中国勢）との競争が困難である事から、同社の売りである組み立て易さをアピールしやすく価格も抑えられる。
- 現代の住宅事情を考慮し、かつ飛行機モデルのスタンダードスケールとの統合を企図した（2006年、静岡ホビーショーでのタミヤスタッフのコメント）
- タミヤが近年展開している塗装済み完成品にも適したサイズである（前述のダイキャストシャーシや組立式キャタピラも完成品販売を見越した処置と見られる）。

ただし1/48アイテムの開発・生産はフィリピン工場にて行われており、従来の1/35シリーズとは別体制になっているため、1/48の開発により1/35が停滞する事は無いと表明している（アーマーモデリング誌2008年10月号の田宮会長インタビューより）。
現在のラインナップは大戦ものが主だが、2008年8月には同スケールの現用アメリカ陸軍・多用途装輪車がF-117のセットで発売され、2009年10月にはバリエーションのカーゴタイプが1/48MM初の現用アイテムとして発売されている。2016年8月にはシリーズ初の現用戦車・装軌車輌である陸上自衛隊・10式戦車が発売された。